# Prospalta brunneotincta
Prospalta brunneotincta är en fjärilsart som beskrevs av Embrik Strand 1921. Prospalta brunneotincta ingår i släktet Prospalta och familjen nattflyn. Inga underarter finns listade i Catalogue of Life.